# 阿法尔州
阿法尔州（Afar）位於埃塞俄比亚的東北部，是埃塞俄比亚9个州之一。它的首府是塞梅拉，位於阿瓦什-阿薩布公路附近。根據2017年的估算，阿法爾州的人口為 1,812,002人，其中男性991,000人，女性 821,002人；城市居民人數為346,000人，以放牧為生的人數為1,466,000人。